# Tom Clancy’s Rainbow Six Extraction
Tom Clancy’s Rainbow Six Extraction, ehemals Tom Clancy’s Rainbow Six: Quarantine, ist ein Ego-Shooter, der zur Computerspielserie Rainbow Six gehört. Das Spiel wurde von Ubisoft Montreal entwickelt und von Ubisoft veröffentlicht. Es wurde auf der Electronic Entertainment Expo (E3) 2019 in Los Angeles erstmals angekündigt und erschien am 20. Januar 2022 für Windows, Xbox One, PlayStation 4, Google Stadia und Amazon Luna.

## Spielprinzip
Tom Clancy’s Rainbow Six Extraction ist ein reines PvE- und Koop-Spiel, in welchem man mit bis zu drei Spielern spielen kann. Das Spiel baut auf dem Outbreak-Event für Rainbow Six: Siege auf.

## Rezeption
Rainbow Six Extraction erhielt gemischte bis durchschnittliche Bewertungen. Auf Metacritic erreichte das Spiel einen Metascore von 73 von 100 Punkten, während der User Score bei nur 5,2 von 10 Punkten lag.
Die Fachpresse lobte das taktische Koop-Gameplay und das Risiko-Belohnungs-System. Kritisiert wurden hingegen die begrenzte Anzahl von Schauplätzen, die repetitive Spielstruktur und das mittelmäßige Gunplay. Die GameStar bemängelte zudem die unklare Langzeitmotivation, würdigte aber die düstere Atmosphäre des Spiels.